# Zeven toppen
De zeven toppen (Engels: Seven Summits) zijn de hoogste bergen van elk continent. Het zijn: 
| Afbeelding | Berg             | Bass- lijst | Messner- lijst | Hoogte  | Prominentie | Continent     | Gebergte                             | Land             | Eerste melding |
| ---------- | ---------------- | ----------- | -------------- | ------- | ----------- | ------------- | ------------------------------------ | ---------------- | -------------- |
|            | Mount Everest    | ✔           | ✔              | 8.848 m | 8.848 m     | Azië          | Himalaya                             | Nepal / China    | 1953           |
|            | Aconcagua        | ✔           | ✔              | 6.961 m | 6.961 m     | Zuid-Amerika  | Andes                                | Argentinië       | 1897           |
|            | Denali           | ✔           | ✔              | 6.194 m | 6.144 m     | Noord-Amerika | Alaskagebergte                       | Verenigde Staten | 1913           |
|            | Kilimanjaro      | ✔           | ✔              | 5.895 m | 5.885 m     | Afrika        | –                                    | Tanzania         | 1889           |
|            | Elbroes          | ✔           | ✔              | 5.642 m | 4.741 m     | Europa        | Grote Kaukasus                       | Rusland          | 1874           |
|            | Vinsonmassief    | ✔           | ✔              | 4.892 m | 4.892 m     | Antarctica    | Sentinelgebergte                     | –                | 1966           |
|            | Puncak Jaya      |             | ✔              | 4.884 m | 4.884 m     | Oceanië       | Sudirmangebergte                     | Indonesië        | 1962           |
|            | Mount Kosciuszko | ✔           |                | 2.228 m | 2.228 m     | Oceanië       | Groot Australisch Scheidingsgebergte | Australië        | Onbekend       |

De hoogste berg van Europa is volgens sommige geografen de Elbroes, die zich in het noorden van de Kaukasus bevindt, nabij de grens tussen het uiterste zuidoosten van het Europese continent en Azië. Volgens anderen ligt deze berg niet in Europa en de hoogste berg die onbetwist in Europa ligt is de Mont Blanc (4808 m).
Geografisch gezien omvat het continent Oceanië het land Australië en alle eilanden eromheen. Wordt deze definitie gebruikt (ook wel Messner- of Carstensz-versie genoemd) voor de zeven toppen, dan is de Puncak Jaya (oftewel Carstenszpiramide) in Irian Jaya (Indonesië) de hoogste berg. Echter, de eerste zeventoppenlijst zoals gepostuleerd door Bass, gebruikte de hoogste berg van het vasteland van Australië, de Mount Kosciuszko. Beide definities (Messner en Kosciuszko) worden gebruikt en daardoor zijn er meerdere definities van de zeven toppen. Doordat de Indonesische autoriteiten de berg jarenlang tot verboden gebied hebben verklaard, is het beklimmen van de Puncak Jaya lange tijd praktisch onmogelijk geweest. Veel klimmers weken daarom uit naar Mount Kosciuszko. Met slechts 2228 meter is deze berg bovendien een stuk gemakkelijker te beklimmen. De werkelijk hoogste berg die behoort tot het land Australië, Mawson Peak (2745 meter) ligt echter op Heard Island, dat 4000 km zuidwestelijk van Perth ligt, buiten Oceanië.
Sinds 2005 is Carstensz weer bereikbaar en zijn 161 klimmers (per 2 januari 2009) erin geslaagd om gedurende hun leven alle zeven meest begeerde toppen te beklimmen volgens de Carstensz-versie. De lijst van Seven Summitteers met Kosciuzsko is met 185 klimmers (per 13 februari 2009) langer. 99 klimmers (per 2 januari 2009) beklommen voor de zekerheid alle acht toppen en staan op beide lijsten.

## Belgische Seven Summitteers
- Rudy Van Snick, Carstensz-versie, voltooid op 23 december 1995
- Robert Huygh, Kosciuszko-versie, voltooid op 23 oktober 2006, Carstensz-versie, voltooid op 17 maart 2008
- Wim Smets, Carstensz-versie, voltooid op 5 augustus 2008
- Willy Troch, Carstensz-versie, voltooid op 9 oktober 2008
- Bjorn Vandewege, Carstensz-versie, voltooid op 16 mei 2010
- Jacques Pirenne, Carstensz-versie, voltooid op 10 april 2012
- Koen Wittevrongel, Carstensz-versie, Kosciuszko-versie, Explorers Grand Slam (zeven toppen + Noordpool, 2009 + overschrijding Groenlandse ijskap, 2011 + Zuidpool, 2015), voltooid op 20 mei 2018
- Sofie Lenaerts, Carstensz-versie, voltooid op 3 januari 2020. Eerste vrouw uit de Benelux.

## Nederlandse Seven Summitteers
- Ronald Naar, Carstensz-versie, voltooid op 12 mei 1992
- Frits Vrijlandt, Carstensz-versie, voltooid op 4 januari 2003
- Harry Kikstra, Carstensz-versie, voltooid op 6 januari 2006, Kosciuszo-versie voltooid op 17 februari 2008
- Kiek Stam, Carstensz- en Kosciuszko-versie, voltooid op 29 mei 2006
- Wilco van Rooijen, Carstensz-versie, voltooid op 10 januari 2011
- René Bergsma, Carstensz-versie, voltooid op 20 mei 2011
- Robert de Vries, Carstensz-versie, voltooid op 25 december 2011
- Adriaan Wessels, Carstensz- en Kosciuszko-versie, voltooid op 18 mei 2013
- Jaco Ottink, Carstensz- en Kosciuszko-versie, voltooid op 13 mei 2016
- Peter Boogaard, Carstensz-Elbruz-versie, voltooid op 21 mei 2016
- Olivier Vriesendorp, Carstenz-versie, voltooid op 21 mei 2017
- Roland Kummerhove, Carstenz-versie, voltooid op 19 mei 2025[1]